# Пекелешть
Пекелешть, Пекелешті (рум. Păcălești) — село у повіті Біхор в Румунії. Входить до складу комуни Дрегенешть.
Село розташоване на відстані 376 км на північний захід від Бухареста, 62 км на південний схід від Ораді, 92 км на захід від Клуж-Напоки, 132 км на північний схід від Тімішоари.